# Denkend aan Holland (televisieprogramma)
Denkend aan Holland is een televisieprogramma dat wordt uitgezonden door Omroep MAX op NPO 1.  Het eerste seizoen ging 5 augustus 2019 van start. Elk seizoen bestaat uit vier afleveringen. In de winter van 2021/2022 was er een spin-off, volledig in het teken van de Elfstedentocht en Friesland. De tweede spin-off, een wintereditie in het teken van Zwitserland, werd in 2023 uitgezonden. 

## Het programma
In het programma ontdekken André van Duin en Janny van der Heijden verschillende gebieden in Nederland vanaf het water. Iedere week leggen ze per boot een andere route af. Onderweg bekijken ze bezienswaardigheden, spreken ze lokale inwoners en ontdekken ze natuurgebieden. Van der Heijden deelt onderweg culturele en culinair-historische feitjes over de omgeving. Nhaan, de teckel van Van der Heijden, is mee als scheepshond. Nhaan overleed echter onverwachts op 13 juni 2025. De opnames voor het seizoen van 2025 waren op dat moment echter al afgerond waardoor de teckel dat seizoen nog in het programma te zien zou zijn.
In 2024 zouden ze naar Mallorca gaan om daar het programma Denkend aan Mallorca te maken, maar ze besloten daar toch vanaf te zien, omdat ze dachten dat Van Duin daardoor te vaak op tv zou zijn, aangezien er ook een jubileumconcert zou worden uitgezonden en een regulier seizoen van Denkend aan Holland.
In 2024 was het programma genomineerd voor de Gouden Televizier-Ring in de categorie beste televisieprogramma. Uiteindelijk ging de prijs naar Dwars door de Lage Landen. Wel won Van Duin de Televizier Oeuvre-Ring.
Eind november 2024 werd bekend dat het programma een nieuwe spin-off krijgt,  Denkend aan Vlaanderen, waarin te zien is hoe Van Duin en Van der Heijden met hond Nhaan op ontdekkingstocht door Vlaanderen gaan. Het programma was in het voorjaar van 2025 te zien bij MAX op NPO 1.

## Titel
Het programma is vernoemd naar de eerste zin uit het gedicht Herinnering aan Holland van de Nederlandse dichter Hendrik Marsman uit 1936. Iedere aflevering start ook met deze zin, opgedragen door André van Duin: "Denkend aan Holland zie ik breede rivieren traag door oneindig laagland gaan."

## Afleveringen
| Aflevering | Eerste uitzenddatum | Titel                         | Route                                                                                        | Provincie(s)       | Kijkcijfers |
| ---------- | ------------------- | ----------------------------- | -------------------------------------------------------------------------------------------- | ------------------ | ----------- |
| 1          | 5 augustus 2019     | Giethoorn - Weerribben/Wieden | Giethoorn – Blokzijl – Muggenbeet – Kalenberg                                                | Overijssel         | 1.409.000   |
| 2          | 12 augustus 2019    | De Linge                      | Heukelum – Leerdam – Asperen – Acquoy – Rhenoy – Rumpt – Beesd – Deil – Geldermalsen – Buren | Gelderland Utrecht | 1.525.000   |
| 3          | 19 augustus 2019    | Van Nieuw naar Oud            | Almere – Spakenburg – Baarn – Soest – Amersfoort                                             | Flevoland Utrecht  | 1.484.000   |
| 4          | 26 augustus 2019    | West-Brabant                  | Oude-Tonge – Benedensas – De Heen – Steenbergen – Bovensas – Oud Gastel                      | Noord-Brabant      | 1.270.000   |

| Aflevering | Datum            | Titel          | Route | Provincie(s)             | Kijkcijfers |
| ---------- | ---------------- | -------------- | --- | ------------------------ | ----------- |
| 1          | 3 augustus 2020  | De Vecht       | Maarssen – Breukelen – Nieuwersluis – Drecht – 's-Gravelandsevaart – Hilversums Kanaal – Vreeland                                       | Utrecht Noord-Holland    | 1.558.000   |
| 2          | 10 augustus 2020 | Turfroute      | Oldeberkoop – Drie Tolhekken – Donkerbroek – Petersburg – Moskou – Klein Groningen – Hemrik – Gorredijk – Oldeboorn – Akkrum – Terhorne | Friesland                | 1.306.000   |
| 3          | 17 augustus 2020 | Limburg        | Roermond – Maasbracht – Thorn – Stevensweert – Ohé en Laak – Ophoven – Aldeneik (B)                                                     | Limburg (NL) Limburg (B) | 1.486.000   |
| 4          | 24 augustus 2020 | 't Groene Hart | Bodegraven – Zwammerdam – Ziende – Nieuwkoopse Plassen – Nieuwkoop – Noorden                                                            | Zuid-Holland             | 1.455.000   |

| Aflevering | Datum             | Titel                                       | Route                                                                                                  | Provincie(s)         | Kijkcijfers |
| ---------- | ----------------- | ------------------------------------------- | --- | -------------------- | ----------- |
| 1          | 23 augustus 2021  | Janny en André in de Zaanstreek             | Westpoort – Zaandam – Wormerveer – Westknollendam/Oostknollendam – Spijkerboor – De Rijp – De Woude    | Noord-Holland        | 1.470.000   |
| 2          | 30 augustus 2021  | Janny en André in de Drechtsteden           | Zwijndrecht – Dordrecht – Wantij – Peulensluis – Hardinxveld-Giessendam – Giessen-Oudekerk             | Zuid-Holland         | 1.237.000   |
| 3          | 6 september 2021  | Janny en André varen van Gouda naar Utrecht | Gouda – Haastrecht – Hekendorp – Oudewater – Montfoort – IJsselstein – Nieuwegein – Jutphaas – Utrecht | Zuid-Holland Utrecht | 1.025.000   |
| 4          | 13 september 2021 | Janny en André in de Hanzesteden            | Zwolle – Haerst – Hasselt – Zwartsluis – Kampereiland – Kampen                                         | Overijssel           | 1.497.000   |

| Aflevering | Datum            | Titel                                       | Route                                                                | Provincie(s)  | Kijkcijfers |
| ---------- | ---------------- | ------------------------------------------- | -------------------------------------------------------------------- | ------------- | ----------- |
| 1          | 4 augustus 2022  | Van de Leidse grachten naar Katwijk aan Zee | Leiden – Warmond – Kagerplassen – Katwijk aan Zee                    | Zuid-Holland  | 1.371.000   |
| 2          | 11 augustus 2022 | Zeeuws avontuur                             | Middelburg – Arnemuiden – Veere – Yerseke                            | Zeeland       | 1.178.000   |
| 3          | 18 augustus 2022 | Van (Amster)dam tot (Volen)dam              | Amsterdam – Durgerdam – Marken – Volendam                            | Noord-Holland | 1.195.000   |
| 4          | 25 augustus 2022 | Zen in Groningen                            | Garnwerd – Roodehaan – Electra – Zoutkamp – Lauwersmeer – Lauwersoog | Groningen     | 1.225.000   |

| Aflevering | Datum             | Titel              | Route                                                          | Provincie(s)                          | Kijkcijfers |
| ---------- | ----------------- | ------------------ | -------------------------------------------------------------- | ------------------------------------- | ----------- |
| 1          | 26 augustus 2023  | Geldersche IJssel  | Zutphen – Bronkhorst – Doesburg – Westervoort - Arnhem         | Gelderland                            | 1.371.000   |
| 2          | 2 september 2023  | Rotterdam          | Schiedam – Rotterdam – Delfshaven – Crooswijk – Bergse Plassen | Zuid-Holland                          | 1.178.000   |
| 3          | 9 september 2023  | Vestingssteden     | Arkel – Gorinchem – Woudrichem – Slot Loevestein – Heusden     | Zuid-Holland Noord-Brabant Gelderland | 1.195.000   |
| 4          | 16 september 2023 | Overijsselse Vecht | Gramsbergen - Hardenberg – Ommen – Dalfsen                     | Overijssel                            | 1.225.000   |

| Aflevering | Datum             | Titel             | Route                                                                            | Provincie(s)            | Kijkcijfers |
| ---------- | ----------------- | ----------------- | -------------------------------------------------------------------------------- | ----------------------- | ----------- |
| 1          | 25 augustus 2024  | Oost-Groningen    | Oudeschans – Klein-Ulsda – Bourtange – Ter Apel                                  | Groningen               | 1.826.000   |
| 2          | 1 september 2024  | Rondehoep         | Amsterdam - Amstelveen - Ouderkerk aan de Amstel - Abcoude - Vinkeveense Plassen | Noord-Holland Utrecht   | 1.747.000   |
| 3          | 8 september 2024  | Waddenroute       | Den Helder - Texel - Vlieland                                                    | Noord-Holland Friesland | 1.706.000   |
| 4          | 15 september 2024 | Koninklijke route | Leidschendam - Den Haag - De Vliet - Delft - De Zweth                            | Zuid-Holland            | 1.824.000   |

## Denkend aan Holland: Elfstedentocht
In de winter van 2021/2022 is er een spin-off van de serie: een speciaal seizoen over de Elfstedentocht, waarin Van Duin en Van der Heijden per boot de route van de Elfstedentocht aflegden.
| Aflevering | Datum           | Titel                           | Route                                                          | Provincie | Kijkcijfers |
| ---------- | --------------- | ------------------------------- | -------------------------------------------------------------- | --------- | ----------- |
| 1          | 2 januari 2022  | Sneek, IJlst en Sloten          | Leeuwarden – Sneek – IJlst – Sloten                            | Friesland | 1.560.000   |
| 2          | 9 januari 2022  | Stavoren, Hindeloopen en Workum | Sloten – Woudsend – Stavoren – Hindeloopen – Workum            | Friesland | 1.832.000   |
| 3          | 16 januari 2022 | Bolsward, Harlingen en Franeker | Workum – Bolsward – Harlingen – Franeker – Ried                | Friesland | 1.907.000   |
| 4          | 23 januari 2022 | Dokkum en Leeuwarden            | Ried – Bartlehiem – Dokkum – Bartlehiem – Oudkerk – Leeuwarden | Friesland | 1.864.000   |

## Denkend aan Zwitserland
In februari 2023 kondigde Omroep MAX aan dat de aankomende wintereditie dit keer een treinreis door Zwitserland is. De opnames vonden plaats in het voorjaar van 2023. Van der Heijden, Van Duin en hondje Nhaan verruilen hun boot voor de trein. Samen maken ze deze winter een unieke treinreis door het prachtige Zwitserland. Als kind verslond Van der Heijden de jeugdboeken over het weesmeisje Heidi, die in de Zwitserse bergen woont en bevriend is met geitenhoeder Peter. Met Van Duin wil Van der Heijden ontdekken hoe mooi het land van haar fictieve jeugdvriendin is. De spin-off, genaamd Denkend aan Zwitserland, werd een soort combinatie van Denkend aan Holland en Rail Away. De serie was vanaf zondag 26 november 2023 in vier afleveringen te zien bij MAX op NPO 1.
| Aflevering | Datum            | Titel                              | Route                           | Kanton(s)         | Kijkcijfers |
| ---------- | ---------------- | ---------------------------------- | ------------------------------- | ----------------- | ----------- |
| 1          | 26 november 2023 | Van Zermatt naar de Oberalppas     | Zermatt, Matterhorn, Oberalppas | Wallis            | 2.192.000   |
| 2          | 03 december 2023 | Van Andermatt naar Luzern          | Chur, Luzern, Arosa             | Luzern Graubünden | 2.100.000   |
| 3          | 10 december 2023 | Van Andermatt via Chur naar Arosa  | Andermatt, Arosa                | Luzern Graubünden | 1.973.000   |
| 4          | 17 december 2023 | Van kuuroord Davos naar St. Moritz | Davos, Sankt Moritz             | Graubünden        | 1.996.000   |

## Denkend aan Vlaanderen
In maart 2025 startte de variant Denkend aan Vlaanderen. Net zoals in de vorige seizoenen speelde het water een centrale rol, maar deze serie draaide ook om culinaire, historische en culturele uitstapjes. Steden als Antwerpen, Gent, Brugge en Oostende werden aangedaan. Op 23 maart werd het programma niet uitgezonden vanwege het overlijden van Rob de Nijs. Op die datum werd daarom het afscheidsconcert dat hij in 2022 gaf opnieuw uitgezonden op het tijdsslot van Denkend aan Vlaanderen. De laatste twee afleveringen werden als gevolg hiervan een week opgeschoven.
| Aflevering | Datum         | Titel                | Route                   | Provincies                             | Kijkcijfers |
| ---------- | ------------- | -------------------- | ----------------------- | -------------------------------------- | ----------- |
| 1          | 9 maart 2025  | Van Tholen naar Gent | Tholen, Antwerpen, Gent | Zeeland (NL) Antwerpen Oost-Vlaanderen | 1.424.000   |
| 2          | 16 maart 2025 | Gent                 | Gent                    | Oost-Vlaanderen                        | 1.404.000   |
| 3          | 30 maart 2025 | Brugge               | Brugge                  | West-Vlaanderen                        | 1.359.000   |
| 4          | 6 april 2025  | Oostende             | Oostende                | West-Vlaanderen                        | 1.319.000   |

## Online
Janny's Streken
Sinds 2022 heeft Janny van der Heijden op YouTube een spin-off van de serie, waarin ze langs de routes van Denkend aan Holland op zoek gaat naar bijzondere streekproducten.
| Aflevering | Datum            | Titel                   |
| ---------- | ---------------- | ----------------------- |
| 1          | 4 augustus 2022  | Zuid Hollandse Honing   |
| 2          | 11 augustus 2022 | Onkruid wieden op zee   |
| 3          | 18 augustus 2022 | Amsterdamse borrelplank |
| 4          | 25 augustus 2022 | Groningse Oesters       |

Janny's Frieskist
In de online serie Janny's Frieskist, die aansluit op Denkend aan Holland: Elfstedentocht, ging Janny van der Heijden op bezoek bij bijzondere Friezen, die de meest uiteenlopende producten verbouwen of maken. In ruil voor klusjes hoopte Van der Heijden producten in haar Frieskist te krijgen, om daar uiteindelijk de meest Friese maaltijd ooit mee te maken. 
| Aflevering | Datum           | Titel                                  |
| ---------- | --------------- | -------------------------------------- |
| 1          | 2 januari 2023  | Boerinfluencer op een melkveebedrijf   |
| 2          | 9 januari 2023  | Oogst van zorgboerderij in Donkerbroek |
| 3          | 16 januari 2023 | Aardappelen aan de Waddenzee           |
| 4          | 23 januari 2023 | Oesterzwammen op koffiedik             |

Janny vaart wel
In de webserie Janny vaart wel zoekt Van der Heijden antwoorden op vragen die haar verbazen, omtrent varen op het water. In deze serie zoekt ze antwoorden op deze vragen. De web-serie was vanaf 26 augustus 2023 te zien op NPO Start.
| Aflevering | Datum             | Titel             |
| ---------- | ----------------- | ----------------- |
| 1          | 26 augustus 2023  | Pontbestuurders   |
| 2          | 2 september 2023  | Sluiswachters     |
| 3          | 9 september 2023  | Janny gaat suppen |
| 4          | 16 september 2023 | Waterpolitie      |